# Thibaut de Blazon
Thibaut de Blaison, o Blason, Blazon (... – dopo il marzo del 1229), è stato un nobiluomo, crociato e troviero poitevino di una nobile famiglia che possedeva terre a Blason e a Mirabel.
Undici componimenti poetici — uno conteso e uno certamente spurio — sono stati ascritti  nei chansonniers a Thibaut. Tre ulteriori canzoni anonime sono inoltre state attribuite a lui da Terence H. Newcombe, il suo editore moderno.
Thibaut era il siniscalco di Poitou e suo zio era Maurice, vescovo di Poitiers. Nel 1214 Thibaut aiuta a negoziare una tregua tra Filippo II di Francia e Giovanni d'Inghilterra. Nel 1212 prende parte alla reconquista in Spagna e lo ritroviamo poi tra i crociati albigesi che assediano Tolosa nel 1218. In un documento del 1219, appare a fianco del troviero Amauri de Craon, e presenzia all'incoronazione di Luigi IX nel 1226, insieme al troviero Hue de la Ferté. 
Teobaldo I di Navarra, anch'egli troviero, dedica la canzone De ma dame souvenir a Thibaut, usando inoltre Amours, que porra devenir di Thibaut come modello per un suo proprio componimento religioso. Anche Gautier d'Espinal prende in prestito la melodia di Amours per un suo brano. 
Thibaut stesso si servì dei ritmi del repertorio polifonico del tempo. Potrebbe aver arrangiata la sua Bien font Amours lor talent sul conductus Quid frustra consumeris e Chanter et renvoisier seuil su Sol sub nube latuit. Ad eccezione di tre chansons che sono limitate a una sesta — Amours, que porra devenir, Chanter et renvoisier seuil e Huimain par un ajourant — e una, Li miens chanters ne puet mais remanoir, che è rigorosamente vincolata nel movimento, la maggior parte delle melodie di Thibaut si muove liberamente. Esse sono fondamentalmente sillabiche, ad eccezione soltanto di Li miens chanters che mostra un melisma complesso. In confronto alle sue melodie (tutte documentate in forma bar), la sua prosodia è di solito semplice, sebbene tre canzoni — Bien font Amours lor talent, Bon jour ait hui cele a cui sui amis e Quant je voi esté venir — mostrino alcune variazioni. La semplicità di Bien font Amours rientra più nello stile di Thibaut che non in quello più "flamboyant" (sfavillante) di Gautier de Dargies, a cui viene anche attribuita. 

## Canzoni
- Amours, que porra devenir
  - Modello per De chanter ne me puis tenir (Teobaldo I di Navarra) e Se par force de merci (Gautier d'Espinal, solo musica)
- Bien voi que ne puis morir
- Bon jour ait hui cele a cui sui amis (senza musica)
- Chanter et renvoisier seuil
  - Contrafactum è Pour mon chief reconforter (Gautier de Coinci)
- Chanter m'estuet, si crien morir
- Huimain par un ajourant
- Li miens chanters ne puet mais remanoir
- Quant je voi esté venir
- Quant se resjouissent oisel (senza musica)

Contese
- Bien font Amours lor talent
  - Contrafactum is C'est en mai, au mois d'esté (anonimo)

Attribuite (anonimo in MSS)
- Avant ier me chevauchoi (mottetto no.402)
- Avant ier me chevauchoie (senza musica)
- En avril au tens nouvel